# Nonogasta
Nonogasta är en ort i Argentina.   Den ligger i provinsen La Rioja, i den nordvästra delen av landet, 1 000 km nordväst om huvudstaden Buenos Aires. Nonogasta ligger 904 meter över havet och antalet invånare är 6 937.
Terrängen runt Nonogasta är platt åt sydost, men åt nordväst är den kuperad. Runt Nonogasta är det glesbefolkat, med 9 invånare per kvadratkilometer.. Närmaste större samhälle är Anguinán, 10,5 km norr om Nonogasta.
Omgivningarna runt Nonogasta är i huvudsak ett öppet busklandskap.